# Marta Rossetti
Marta Rossetti (* 25. März 1999 in Salò) ist eine italienische Skirennläuferin. Sie ist auf die Disziplinen Slalom und Riesenslalom spezialisiert.

## Biografie
Rossetti stammt aus Puegnago sul Garda. In ihrer Jugend betrieb sie auch Leichtathletik, gab diese jedoch zugunsten des alpinen Skisports auf und trat dem Skiclub Agonistica Campiglio Valrendena bei. Als 16-Jährige nahm sie im November 2015 erstmals an FIS-Rennen teil, wobei sie sich von Anfang an auf die technischen Disziplinen Slalom und Riesenslalom konzentrierte. Die ersten Einsätze im Europacup folgten Mitte Dezember 2016. Im März 2017 gewann sie den italienischen Slalom-Juniorenmeistertitel. In die Europacup-Punkteränge fuhr sie erstmals im Januar 2018, einen Monat später folgte der erste Sieg in einem FIS-Rennen und im März 2018 verteidigte sie ihren Juniorenmeistertitel vom Vorjahr.
Ihr Debüt im Weltcup hatte Rossetti am 15. Dezember 2018 im Slalom von Zagreb, wo sie auf Platz 41 fuhr. In der Saison 2019/20 etablierte sie sich im Europacup. Nach drei Top-10-Ergebnissen zu Beginn des Winters gelang ihr am 17. Januar 2020 im Slalom von Zell am See der erste Europacupsieg, sechs Tage später folgte ein zweiter Platz in Hasliberg. Die ersten Weltcuppunkte holte sie am 14. Januar mit Platz 22 in Flachau. Das bisher beste Ergebnis erzielte sie am 26. November 2023 mit Platz fünf in Killington.

## Erfolge

### Weltmeisterschaften
- Méribel 2023: 23. Slalom
- Saalbach-Hinterglemm 2025: 8. Team-Kombination, 15. Slalom

### Weltcup
- 1 Platzierung unter den besten zehn

### Weltcupwertungen
| Saison  | Gesamt | Gesamt | Slalom | Slalom |
| Saison  | Platz  | Punkte | Platz  | Punkte |
| ------- | ------ | ------ | ------ | ------ |
| 2019/20 | 89.    | 31     | 31.    | 31     |
| 2020/21 | 84.    | 35     | 34.    | 35     |
| 2022/23 | 76.    | 61     | 34.    | 61     |
| 2023/24 | 73.    | 67     | 30.    | 67     |

### Europacup
- Saison 2019/20: 10. Gesamtwertung, 2. Slalomwertung
- 3 Podestplätze, davon 1 Sieg:

| Datum           | Ort         | Land       | Disziplin |
| --------------- | ----------- | ---------- | --------- |
| 17. Januar 2020 | Zell am See | Österreich | Slalom    |

### Juniorenweltmeisterschaften
- Fassatal 2019: 9. Slalom

### Weitere Erfolge
- 2 italienische Juniorenmeistertitel (Slalom 2017 und 2018)
- 3 Siege in FIS-Rennen